# Dylan Saint-Louis
Dylan Saint-Louis (Gonesse, 26 aprile 1995) è un calciatore congolese (Repubblica del Congo), attaccante del Sakaryaspor.

## Caratteristiche tecniche
È un centravanti.

## Carriera

### Nazionale
Ha esordito con la nazionale congolese l'8 ottobre 2017 in occasione del match di qualificazione per i Mondiali 2018 perso 2-1 contro l'Egitto.

## Palmarès

### Club

#### Competizioni nazionali
- Campionato francese di seconda divisione: 1

Troyes: 2020-2021